# Loga (Leer)
Pour la ville et le département du Niger, voir Loga et Loga (département).
Loga est un quartier de la commune allemande de Leer, dans l'arrondissement de Leer, Land de Basse-Saxe.

## Histoire
Loga est mentionné pour la première fois en 930 dans le polyptyque de l'abbaye de Werden. En 1430, les chefs de la Frise orientale forment à Loga la confédération libre des sept pays de la Frise orientale contre Focko Ukena.
En 1642, le comte Ulrich II de Frise orientale confie au jeune colonel Erhard von Ehrentreuter le Herrschaft de Loga, qui inclut également Logabirum. Le comte a des dettes envers le colonel qu'il ne peut pas rembourser. Le colonel fait construire un château, qu'il baptisa du nom de son épouse Eva von Ungnad. Plus tard, le Herrschaft est confié à son gendre, le baron Gustav Wilhelm von Wedel. Philipp von Wedel construit le Philipsburg en 1730.
En 1968, Loga fusionne avec Leer.

## Monuments
Les deux châteaux construits à la demande des comtes de Wedel à Loga sont : l'Evenburg avec un mur d'enceinte et un parc et le Philippsburg, également équipé d'un parc du même nom.
Outre les parcs des châteaux de Loga, le Julianenpark de 32 hectares fait partie des parcs historiques créés et conçus par la famille de Wedel.
En face du mur d'enceinte d’Everburg, se dresse le clocher construit en 1839 de l’église réformée protestante. L'église est construite vers la fin du XIIIe siècle comme une nef de style roman. Près de la rue principale, se dresse en 1891 la Friedenskirche dans un style néo-gothique, appartenant à l'Église protestante luthérienne de Hanovre.
Dans le village de Wiltshausen se trouve la Pünte, un bac traversant la Jümme, qui est actionné manuellement.

## Source, notes et références
- (de) Cet article est partiellement ou en totalité issu de l’article de Wikipédia en allemand intitulé « Loga (Leer) » (voir la liste des auteurs).